# Ísquia (comuna)
Ísquia (em italiano Ischia) é uma comuna italiana da região da Campânia, província de Nápoles, com cerca de 18.146 habitantes. Estende-se por uma área de 8 km², tendo uma densidade populacional de 2268 hab/km². Faz fronteira com Barano d'Ischia, Casamicciola Terme.
É um dos seis municípios que foram a ilha de Ísquia.

## Demografia
| Variação demográfica do município entre 1861 e 2011                               |
|                                                                                   |
| Fonte: Istituto Nazionale di Statistica (ISTAT) - Elaboração gráfica da Wikipedia |